# Ana Alcolea
Ana Alcolea   (Saragossa, 3 de març de 1962) és una escriptora espanyola especialitzada en literatura infantil i juvenil, guanyadora de diversos premis.

## Biografia
Va néixer a Saragossa el 3 de març de 1962. Es va llicenciar en Filologia Hispànica i es va diplomar en Filologia Anglesa. Des de 1986 és professora d'institut de Llengua i Literatura.
En 2001 va publicar el seu primer llibre per a joves, El medalló perdut, inspirat per la mort d'un cosí en accident d'avioneta a Àfrica. Després van arribar El retrat de Carlota (2003), On aprenen a volar les gavines (2007) i El bosc dels arbres morts (2010), i un llibre per a adults: Sota el lleó de Sant Marcos (2009). Ha publicat també edicions didàctiques d'obres de teatre i nombrosos articles sobre l'ensenyament de Llengua.
Casada amb un professor noruec, sol passar dos mesos en Trondheim, el far dels quals li va inspirar La nit més fosca, titulat així perquè segons paraules de l'autora és un homenatge a sant Joan de la Creu. Amb aquest va lliurar va guanyar el VIII Premi Anaya, que va rebre a més el White Ravens en 2012 i Premi CCEI en 2012. En 2016 va rebre el <i>Premi Cervantes Chico</i> atorgat per l'Ajuntament d'Alcalá de Henares a la seva trajectòria.
En 2018 es va aventurar en el món de l'òpera acostant-lo al públic juvenil amb El meravellós món de l'òpera.
El 26 d'abril de 2019, en solemne acte acadèmic, va rebre el guardó d'Alumna Distingida de la Facultat de Filosofia i Lletres de la Universitat de Saragossa (la seva alma mater) en el Paranimf d'aquesta Universitat
Al juny de 2020 ha estat guardonada amb el Premi de les Lletres Aragoneses 2019.

## Obres
- 2001 El medalló perdut (El medallón perdido)
- 2003 El retrat de Carlota (El retrato de Carlota)
- 2007 On aprenen a volar les gavines (Donde aprenden a volar las gaviotas)
- 2009 Sota el lleó de Sant Marcos (Bajo el león de San Marcos
- 2009 Contes de l'àvia Amelia (Cuentos de la abuela Amelia)
- 2010 El bosc dels arbres morts (El bosque de los árboles muertos)
- 2010 El somriure perdut de Paolo Malatesta (La sonrisa perdida de Paolo Malatesta)
- 2012 La nit més fosca (La noche más oscura)
- 2012 Napoleó pot esperar (Napoleón puede esperar)
- 2014 El vol de les cuques de llum (El vuelo de las luciérnagas)
- 2014 El secret del galió (El secreto del galeón)
- 2015 Castells en l'aire (Castillos en el aire)
- 2016 L'abraçada de l'arbre (El abrazo del árbol)
- 2016 El secret del mirall (El secreto del espejo)
- 2017 El secret de l'esfinx (El secreto de la esfinge)
- 2018 Aurora o mai (Aurora o nunca)
- 2018 El meravellós món de l'òpera (El maravilloso mundo de la ópera
- 2018 El viatge de les estrelles daurades (El viaje de las estrellas doradas)
- 2019 L'abraçada de la sirena (El abrazo de la sirena)
- 2019 El secret del colibrí daurat (El secreto del colibrí dorado
- 2020 L'abraçada de la sirena (El abrazo de la sirena)
- 2020 El brindis de Margarita (El brindis de Margarita)
- 2021 Aurora i en l'hora (Aurora y en la hora)
- 2022 Les noies de la 305 (Las chicas de la 305)

## Obres col·lectives
- 2019 Aurora o mai (Aurora o nunca)
- 2019 21 relats contra l'assetjament escolar (21 relatos contra el acoso escolar)
- 2021 Aurora i en l'hora (Aurora y en la hora)